# Susette Holten

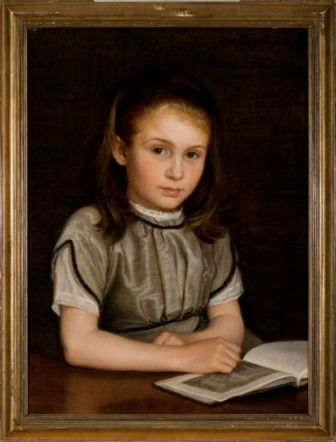
Susette Skovgaard, 1870 gemalt von ihrem Vater, Skovgaard Museum, Viborg

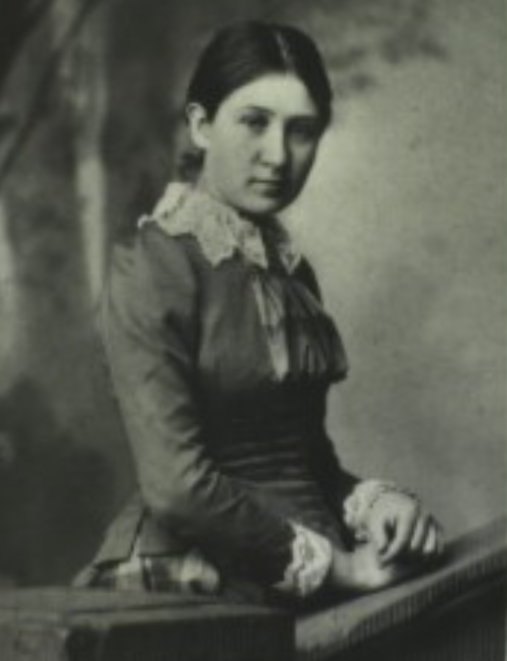
Susette Holten

Susette Holten geborene Susette Cathrine Skovgaard (* 29. Januar 1863 in Kopenhagen; † 11. Februar 1937 in Kongens Lyngby) war eine dänische Malerin und Keramikerin.

## Leben
Susette Skovgaard war die Tochter und das dritte Kind des Landschaftsmalers und Professors an der Königlich Dänischen Kunstakademie P. C. Skovgaard und dessen Frau Georgia Maria Luise Schouw (1828–1868), der Tochter des Professors Joakim Frederik Schouw, einem Botaniker und Politiker. Der Vater zählte zu den wichtigsten Malern des Goldenen Zeitalters Dänemarks (den danske guldalder) und war eng befreundet mit dem Dichter, Philosophen und Pfarrer N. F. S. Grundtvig. Bereits im Alter von fünf Jahren verlor sie ihre Mutter, woraufhin der Vater die zentrale Figur ihrer Erziehung wurde. Er war – wie schon bei ihren Brüdern Joakim und Niels – ihr erster Lehrer und in der Tradition ihres Vaters wurde auch Susette schon im Kindesalter im Malen und Zeichnen unterrichtet, unterstützt von dem Landschaftsmaler Janus la Cour, einem in der Familie lebenden Freund. Und sicher auch durch die dem Vater freundschaftlich verbundenen Maler Wilhelm Marstrand, Constantin Hansen und Lorenz Frølich. Nachdem sie 1875 im Alter von 12 Jahren auch ihren Vater verloren hatte, zog sie im folgenden Jahr zu dem Maler Thorald Læssøe.
Da ihr als Frau der Weg an die Akademie der bildenden Künste verwehrt war, bekam sie ihre weitere Ausbildung in der Familie und privat u. a. bei Carl Thomsen (1847–1912), Laurits Tuxen und Frans Schwartz (1850–1917), den Lehrern der von Tuxen und P.S. Krøyer in Kopenhagen gegründeten Kunstnernes Frie Studieskoler. Sie malte hauptsächlich Landschaften, aber auch Porträts und Blumenbilder. Sie experimentierte mit den Formen und einer abstrakteren Designsprache als das goldene Zeitalter und wurde vom Jugendstil beeinflusst. In diesem Zeitgeist arbeitete sie auch mit allen Arten von Kunsthandwerk, wie zum Beispiel Buchillustrationen, Zeichnungen für Möbel, Goldschmiedearbeiten und Stickereien, ein Altarbild für die Kathedrale von Roskilde. In dänischen Museen befinden sich 52 Werke der Künstlerin.
Von 1883 bis in die 1890er Jahre experimentierte sie zusammen mit ihren Brüdern Niels und Joakim und weiteren Künstlern, u. a. Thorvald Bindesbøll, Theodor Philipsen und Elise Konstantin-Hansen mit dekorativer Keramik. Diese Arbeiten fanden in der Töpferwerkstatt von Johan Wallmann (1831–1923) in Utterslev und später in der Lervarefabrik Kopenhagen (Töpferfabrik) bei G. Eifrig in Valby statt.
Im Jahre 1891 war sie eine Mitbegründerin von Den Frie Udstilling (Freie Ausstellung) – einer dänischen Secession – aus Protest gegen die Zugangsbestimmungen zu der etablierten Charlottenborg Frühjahrs-Ausstellung (Forårsudstilling). Sie war Mitglied der Dansk Kvindesamfund (Dänischen Frauengesellschaft) und der Kvindelige Kunstneres Samfund (Gesellschaft der Künstlerinnen), an deren retrospektiver Ausstellung sie 1920 teilnahm. Sie zeigte ihre Werke 1893 auf der Weltausstellung in Chicago
Am 18. Juli 1894 heiratete sie in Frederiksberg den Großhändler Hans Nicolai Holten (* 17. Juni 1871 in Torning; † 29. Januar 1937 in Kopenhagen), der gemeinsame Sohn war Aage Holten (1897–1968).
1895 war sie künstlerische Leiterin der die nordischen Länder umfassenden Frauenausstellung aus Vergangenheit und Gegenwart (dänisch: Kvindernes Udstilling fra Fortid og Nutid) in Kopenhagen. Für den Eingang zum Ausstellungsgebäude zeichnete sie den Fries: eine aufgehende Sonne, flankiert von Löwenzahnreben entlang der Rahmen. Sie organisierte die Keramikabteilung der Ausstellung und installierte in einem Raum nach eigenem Entwurf gestaltete grüne hölzerne Sommermöbel. Diese können heute in Michael und Anna Anchers Haus in Skagen besichtigt werden und sind auch auf ihrem Gemälde Interiør med Falk og læsende Dreng i grønne Møbler von 1904 zu sehen.
Susette Holten unternahm schon als junge Frau zahlreiche Reisen ins Ausland, so besuchte sie Deutschland, Wien, die Schweiz, Italien und Paris (1880–81/1889), Ägypten (1886–87), verbrachte die Sommer in Norwegen (1889–93), bereiste Holland und England (1895). Von 1906 bis 1910 lebte sie mit ihrem Ehemann in den Vereinigten Staaten (San Francisco und Seattle). Während dieses Aufenthalts beschäftigte sie sich mit Innenarchitektur und Dekoration. Eine Reise entlang der norwegischen Küste bis zum Nordkap folgte 1915 und weitere Besuche in Italien, Paris und London 1921.
Nachdem ihrer Rückkehr aus den Vereinigten Staaten war sie von 1910 bis 1914 als Unterglasurmalerin bei der Königlichen Porzellanmanufaktur Royal Copenhagen beschäftigt und danach von 1915 bis 1918 bei der Porzellanfabrik Bing & Grøndahl.
Obwohl Susette Holten bis zu ihrem Tod im Jahr 1937 auf vielen Ausstellungen, auch in Deutschland, Norwegen, Island und Schweden, vertreten war, erreichte sie nie die gleiche Anerkennung und den finanziellen Wohlstand wie ihr Vater oder ihre beiden Brüder. Susette Holten wurde auf dem Solbjerg Parkkirkegård in Frederiksberg bestattet. Die Grabstätte existiert nicht mehr.

## Werke (Auswahl)

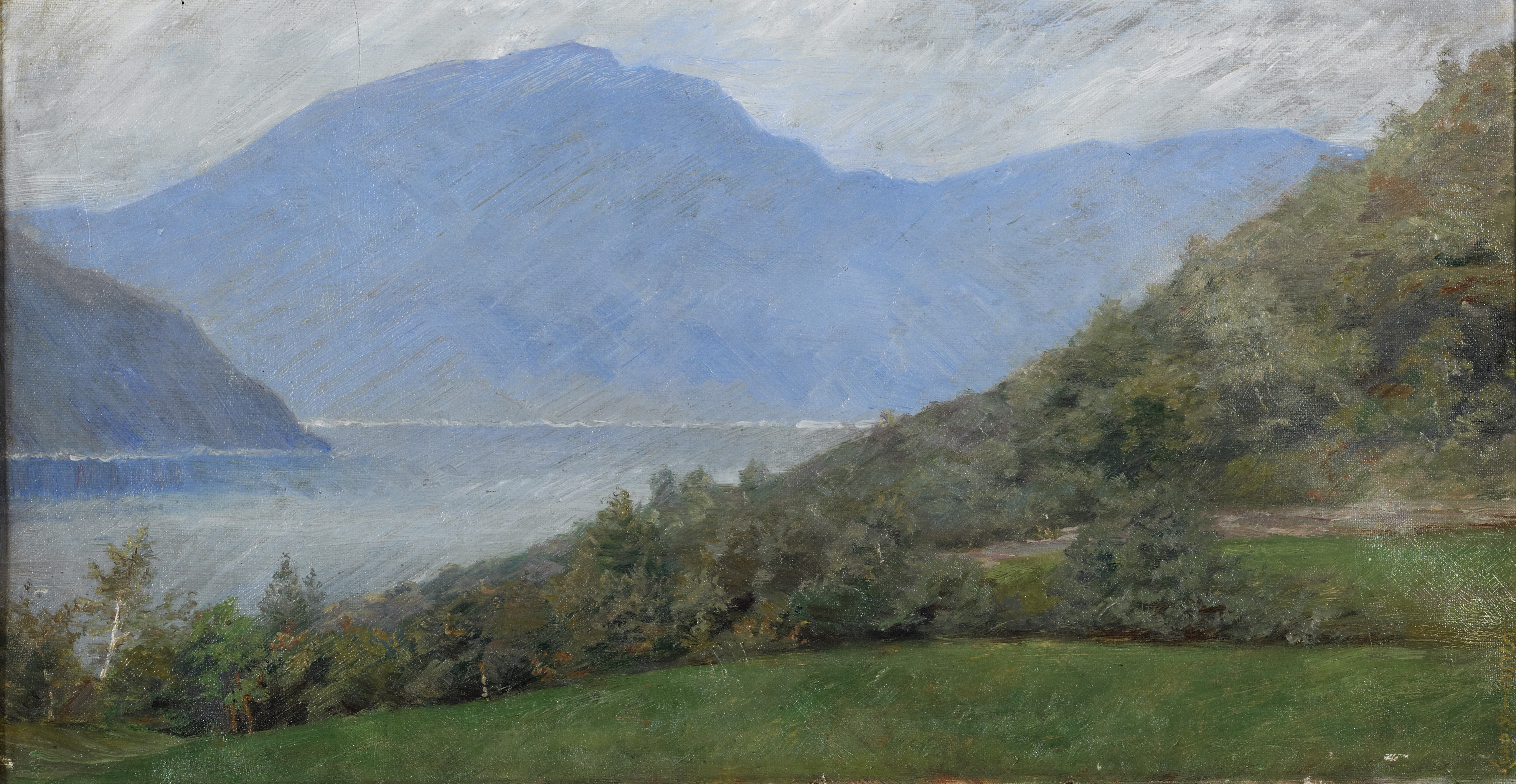
Landskab med bjerge i baggrunden, 1893,  Skovgaard Museum
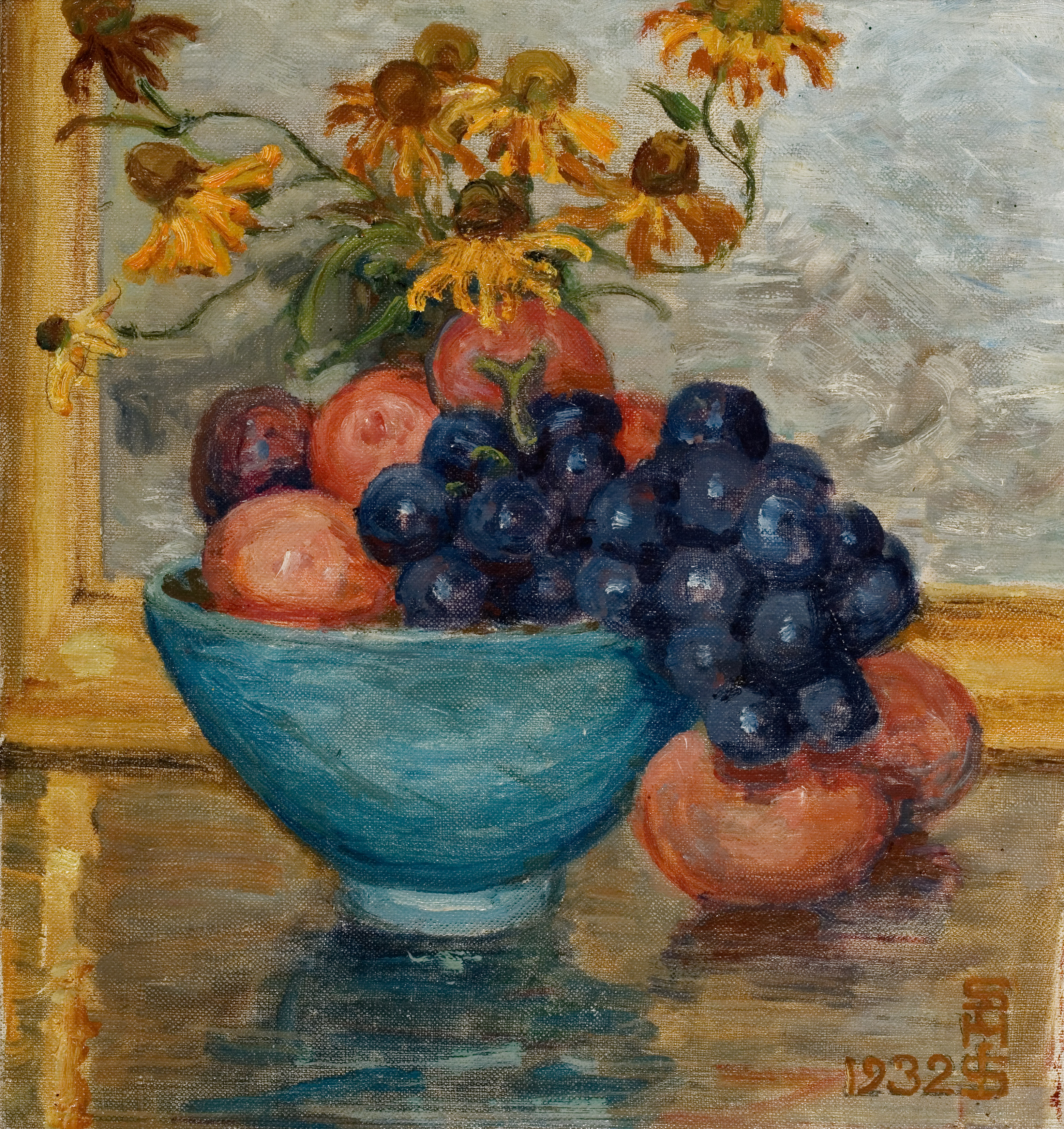
Opstilling med frugt og blomster, 1932, Skovgaard Museum
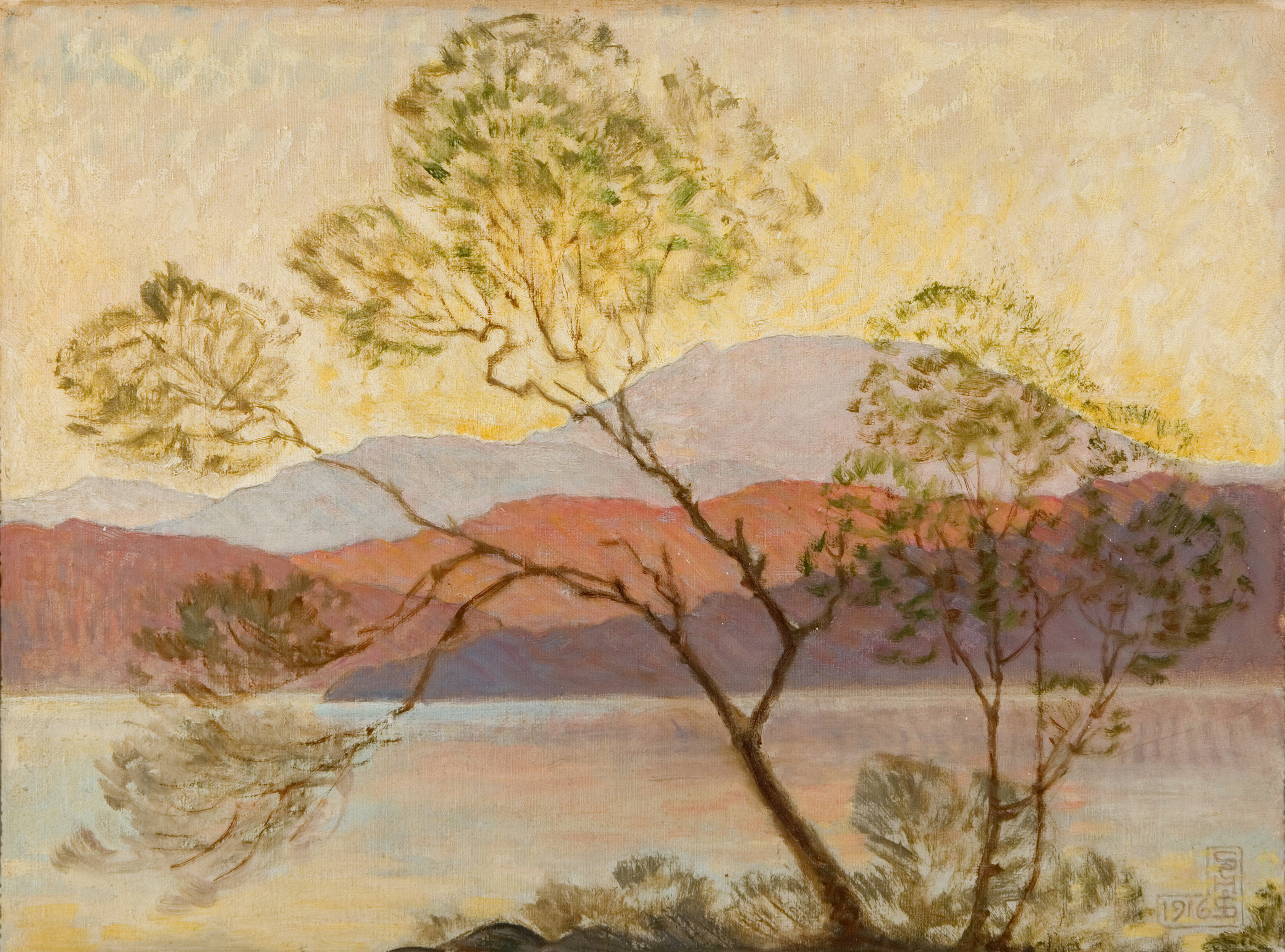
Ranfjorden 28. Juni 1916, Skovgaard Museum

Susette Holten signierte ihre Werke häufig mit einem senkrechten, ligierten Monogramm „SCHfS“ – Susette Cathrine Holten født (geborene) Skovgaard (Siehe mittleres Bild).